# Горбачов Євген Георгійович
Євгéн Геóргійович Горбачóв (11 квітня 1930, м. Одеса — 8 грудня 1997, м. Одеса) — педагог, заслужений тренер СРСР та УРСР, професор Південноукраїнського педагогічного університету ім. К. Д. Ушинського.

## Біографія
Є. Г. Горбачов народився 11 квітня 1930 року в Одесі.
Під час нацистської навали 1941 року разом з батьками був евакуйований до Челябінська, де навчався в школі та впродовж року працював різноробом на оборонному заводі. По війні повернувся до Одеси та продовжив навчатися в школі.
1953 року закінчив факультет фізичного виховання Одеського педагогічного інституту і залишився працювати в інституті викладачем кафедри спорту.
У 1956—1957 роках був тренером команди майстрів з волейболу ДСТ «Буревісник», у 1957—1958 роках працював викладачем фізичного виховання в Одеському політехнічному інституті.
З 1958 року працював у Одеському державному педагогічному інституті імені К. Д. Ушинського. Пройшов шлях від викладача кафедри спорту до професора. Викладацьку роботу поєднував з виконанням обов'язків державного тренера з волейболу при спортивному товаристві «Буревісник». У 1963—1967 роках обіймав посаду завідувача кафедри спорту, а 1975—1997 роках— посаду завідувача кафедри теорії та методики фізичного виховання. 1975—1981 рр. був деканом факультету фізичного виховання Одеського педагогічного інституту.
Жіноча команда "Буревісник", Одеса, тренером якої був Євген Горбачов, 1958 року здобула золоті медалі першості УРСР, а 1961 року стала чемпіонкою СРСР.

У 1967—1975 роках працював головою комітету з фізичної культури і спорту при виконавчому комітеті Одеської обласної ради депутатів трудящих.
1978 року присвоєно вчене звання доцента по кафедрі теорії і методики фізичного виховання.
1991 року захистив дисертацію на здобуття наукового ступеня кандидата педагогічних наук. Рішенням атестаційної комісії Міністерства освіти України від 30 вересня 1993 року присвоєно вчене звання професора.
Автор 110 наукових публікацій.
Помер 8 грудня 1997 року в м. Одеса. Похований на Новоміському (Таїровському) кладовищі.

#### Ушанування пам'яті
Щороку в Одесі проводять турнір з волейболу пам'яті заслуженого тренера УРСР і СРСР Євгена Горбачова.
На фасаді будинку на вул. Преображенській, 72 в Одесі, де мешкав Євген Горбачов, установлено меморіальну дошку.

## Праці
- Сухое вертикальное вытяжение при остеохондрозе: Методические рекомендации. — Одесса, 1981. — 8 с.
- Организация самостоятельной педагогической деятельности студентов в условиях непрерывной педагогической практики: Методические рекомендации. — М. — Одесса: ГКНО — ОГПИ, 1988. -  52 с.
- Педагогічна практика: проблеми, програма, поради. — К., 1993. — 138 с.
- Деякі питання методології безперервної педагогічної практики студентів факультетів фізичної культури України/ Є. Г. Горбачов.//Концепція підготовки спеціалістів фізичної культури та спорту в Україні: Матеріали І Республіканської конференції. — Луцьк, 1994. — С. 237—238.

## Нагороди
- Орден «Знак Пошани».
- Медалі «За доблесну працю у великій вітчизняній війні 1941—1945 рр», та інші.
- Звання "Заслужений тренер СРСР", "Заслужений тренер УРСР".
- Нагрудний знак «Відмінник освіти України».